# Diecéze Edistiana
Diecéze Edistiana je titulární diecéze římskokatolické církve.

## Historie
Edistiana, bylo starobylé biskupské sídlo v římské provincii Byzacena v dnešním Tunisku.
Sídlo je spojeno s biskupem donatistou Migginem, který se roku 411 zúčastnil synody v Kartágu.
Dnes je využívána jako titulární biskupské sídlo; současným titulárním biskupem je Johannes Kreidler, emeritní pomocný biskup diecéze Rottenburg–Stuttgart.

## Seznam biskupů
- Migginus  (zmíněn roku 411)

## Seznam titulárních biskupů
- Pedro José Rivera Mejía (1951–1953)
- Jean-Marie Jan (1953–1970)
- Pavao Žanić (1970–1980)
- Jorge Iván Castaño Rubio (1983–1990)
- Johannes Kreidler (od 1991)